# Gran Premio d'Austria 1964
Il Gran Premio d'Austria 1964 fu la settima gara della stagione 1964 del Campionato mondiale di Formula 1, disputata il 23 agosto all'Aerodromo Hinterstoisser-Zeltweg, in Stiria.
Un giovane Jochen Rindt debuttò nella massima serie automobilistica al volante di una Brabham del Rob Walker Racing Team.
La corsa vide l'unica vittoria in Formula 1 per il ferrarista Lorenzo Bandini, seguito da Richie Ginther su BRM e da Bob Anderson su Brabham-Climax.
Fu, inoltre, la prima vittoria ottenuta dal team di Maranello ad un Gran Premio d'Austria.

## Qualifiche
| Pos | N° | Pilota             | Costruttore         | Scuderia                    | Tempo   | Distacco |
| --- | -- | ------------------ | ------------------- | --------------------------- | ------- | -------- |
| 1   | 3  | Graham Hill        | BRM P261            | Owen Racing Organisation    | 1'09"84 | -        |
| 2   | 7  | John Surtees       | Ferrari 158         | Scuderia Ferrari SpA SEFAC  | 1'10"12 | +0.28    |
| 3   | 1  | Jim Clark          | Lotus 33-Climax     | Team Lotus                  | 1'10"21 | +0.37    |
| 4   | 5  | Dan Gurney         | Brabham BT7-Climax  | Brabham Racing Organisation | 1'10"40 | +0.56    |
| 5   | 4  | Richie Ginther     | BRM P261            | Owen Racing Organisation    | 1'10"40 | +0.56    |
| 6   | 6  | Jack Brabham       | Brabham BT11-Climax | Brabham Racing Organisation | 1'10"57 | +0.73    |
| 7   | 8  | Lorenzo Bandini    | Ferrari 156         | Scuderia Ferrari SpA SEFAC  | 1'10"63 | +0.79    |
| 8   | 2  | Mike Spence        | Lotus 33-Climax     | Team Lotus                  | 1'11"00 | +1.16    |
| 9   | 9  | Bruce McLaren      | Cooper T73-Climax   | Cooper Car Company          | 1'11"25 | +1.41    |
| 10  | 11 | Jo Bonnier         | Brabham BT7-Climax  | RRC Walker Racing Team      | 1'11"59 | +1.75    |
| 11  | 14 | Innes Ireland      | BRP 2-BRM           | British Racing Partnership  | 1'11"60 | +1.76    |
| 12  | 20 | Jo Siffert         | Brabham BT11-BRM    | Siffert Racing Team         | 1'11"82 | +1.98    |
| 13  | 12 | Jochen Rindt       | Brabham BT11-BRM    | RRC Walker Racing Team      | 1'12"00 | +2.16    |
| 14  | 22 | Bob Anderson       | Brabham BT11-Climax | DW Racing Enterprises       | 1'12"04 | +2.20    |
| 15  | 18 | Giancarlo Baghetti | BRM P57             | Scuderia Centro Sud         | 1'12"10 | +2.26    |
| 16  | 15 | Trevor Taylor      | BRP 1-BRM           | British Racing Partnership  | 1'12"23 | +2.39    |
| 17  | 16 | Chris Amon         | Lotus 25-Climax     | Reg Parnell Racing          | 1'12"28 | +2.44    |
| 18  | 17 | Mike Hailwood      | Lotus 25-BRM        | Reg Parnell Racing          | 1'12"40 | +2.56    |
| 19  | 19 | Tony Maggs         | BRM P57             | Scuderia Centro Sud         | 1'12"40 | +2.56    |
| 20  | 10 | Phil Hill          | Cooper T66-Climax   | Cooper Car Company          | 1'13"15 | +3.31    |

## Gara
| Pos | N° | Pilota             | Costruttore         | Giri | Tempo/Causa Ritiro    | Pos partenza | Punti |
| --- | -- | ------------------ | ------------------- | ---- | --------------------- | ------------ | ----- |
| 1   | 8  | Lorenzo Bandini    | Ferrari 156         | 105  | 2:06:18.23            | 7            | 9     |
| 2   | 4  | Richie Ginther     | BRM P261            | 105  | + 6.18                | 5            | 6     |
| 3   | 22 | Bob Anderson       | Brabham BT11-Climax | 102  | + 3 giri              | 14           | 4     |
| 4   | 19 | Tony Maggs         | BRM P57             | 102  | + 3 giri              | 19           | 3     |
| 5   | 14 | Innes Ireland      | BRP 2-BRM           | 102  | + 3 giri              | 11           | 2     |
| 6   | 11 | Jo Bonnier         | Brabham BT7-Climax  | 101  | + 4 giri              | 10           | 1     |
| 7   | 18 | Giancarlo Baghetti | BRM P57             | 96   | + 9 giri              | 15           |       |
| 8   | 17 | Mike Hailwood      | Lotus 25-BRM        | 95   | + 10 giri             | 18           |       |
| 9   | 6  | Jack Brabham       | Brabham BT11-Climax | 76   | + 29 giri             | 6            |       |
| Rit | 12 | Jochen Rindt       | Brabham BT11-BRM    | 58   | Sterzo                | 13           |       |
| Rit | 10 | Phil Hill          | Cooper T66-Climax   | 58   | Incidente/Incendio    | 20           |       |
| Rit | 5  | Dan Gurney         | Brabham BT7-Climax  | 47   | Sospensione           | 4            |       |
| Rit | 9  | Bruce McLaren      | Cooper T73-Climax   | 43   | Motore/Valvola        | 9            |       |
| Rit | 2  | Mike Spence        | Lotus 33-Climax     | 41   | Semiasse/Trasmissione | 8            |       |
| Rit | 1  | Jim Clark          | Lotus 33-Climax     | 40   | Semiasse/Trasmissione | 3            |       |
| Rit | 15 | Trevor Taylor      | BRP 1-BRM           | 21   | Sospensione           | 16           |       |
| Rit | 20 | Jo Siffert         | Brabham BT11-BRM    | 18   | Incidente             | 12           |       |
| Rit | 7  | John Surtees       | Ferrari 158         | 9    | Sospensione           | 2            |       |
| Rit | 16 | Chris Amon         | Lotus 25-Climax     | 7    | Motore                | 17           |       |
| Rit | 3  | Graham Hill        | BRM P261            | 5    | Distributore          | 1            |       |

## Statistiche

### Piloti
- 1° e unica vittoria per Lorenzo Bandini
- 1° e unico podio per Bob Anderson
- 1º Gran Premio per Jochen Rindt

### Costruttori
- 38° vittoria per la Ferrari
- 30° podio per la BRM

### Motori
- 38ª vittoria per il motore Ferrari

### Giri al comando
- Dan Gurney (1, 8-46)
- John Surtees (2-7)
- Lorenzo Bandini (47-105)

## Classifiche Mondiali

### Piloti
| Pos | Pilota              | Punti |
| --- | ------------------- | ----- |
| 1   | Graham Hill         | 32    |
| 2   | Jim Clark           | 30    |
| 3   | John Surtees        | 19    |
| 4   | Richie Ginther      | 17    |
| 5   | Lorenzo Bandini     | 15    |
| 6   | Jack Brabham        | 11    |
|     | Peter Arundell      | 11    |
| 8   | Dan Gurney          | 10    |
| 9   | Bruce McLaren       | 7     |
| 10  | Bob Anderson        | 5     |
| 11  | Tony Maggs          | 4     |
| 12  | Jo Siffert          | 3     |
|     | Jo Bonnier          | 3     |
| 14  | Innes Ireland       | 2     |
|     | Maurice Trintignant | 2     |
|     | Chris Amon          | 2     |
| 17  | Mike Hailwood       | 1     |
|     | Phil Hill           | 1     |

### Costruttori
| Pos | Team           | Punti   |
| --- | -------------- | ------- |
| 1   | BRM            | 36 (39) |
| 2   | Lotus-Climax   | 34      |
| 3   | Ferrari        | 28      |
| 4   | Brabham-Climax | 21      |
| 5   | Cooper-Climax  | 10      |
| 6   | Lotus-BRM      | 3       |
|     | Brabham-BRM    | 3       |
| 8   | BRP-BRM        | 2       |